# Теория на правото
Теорията на правото е клон на правото, както и научна и учебна правна дисциплина в юридическите факултети.
„Общата теория на правото“, както и „Общото учение за държавата“, са учебни дисциплини, преподавани в Юридическия факултет на Софийския университет в България от 1892 г. до края на 1940-те години, след което под влияние на съветската наука се преподава общ учебен предмет – „Обща теория на държавата и правото“. След падането на Желязната завеса двете юридически дисциплини отново са обособени като самостоятелни и отделни.